# 46-та піхотна дивізія (Третій Рейх)
46-та піхотна дивізія (Третій Рейх) (нім. 46. Infanterie-Division) — піхотна дивізія Вермахту за часів Другої світової війни.

## Історія
46-та піхотна дивізія була створена 24 листопада 1938 року в Карлсбаді в XIII військовому окрузі.

## Райони бойових дій
- Німеччина (листопад 1938 — вересень 1939);
- Польща (вересень 1939 — травень 1940);
- Франція (травень 1940 — квітень 1941);
- Румунія (квітень — червень 1941);
- СРСР (південний напрямок) (червень 1941 — вересень 1944);
- Угорщина та Чехословаччина (вересень 1944 — березень 1945).

## Командування

### Командири
- генерал-лейтенант Пауль фон Газе (нім. Paul von Hase) (26 серпня 1939 — 24 липня 1940);
- генерал від інфантерії Карл Крібель (нім. Karl Kriebel) (24 липня 1940 — 17 вересня 1941);
- генерал-лейтенант Курт Гімер (нім. Kurt Himer) (17 вересня 1941 — 26 березня 1942);
- генерал-лейтенант Ернст Гассіус (нім. Ernst Hassius) (26 березня 1942 — 7 лютого 1943);
- генерал від інфантерії Артур Гауффе (нім. Arthur Hauffe) (7 — 13 лютого 1943);
- генерал гірсько-піхотних військ Карл фон Ле Сьюр (нім. Karl von le Suire) (13 — 27 лютого 1943);
- генерал від інфантерії Артур Гауффе (27 лютого — 20 серпня 1943);
- генерал від інфантерії Курт Репке (нім. Kurt Röpke) (20 серпня 1943 — 10 липня 1944);
- оберст Гуго Еврінгманн (нім. Hugo Ewringmann) (10 липня — 26 серпня 1944);
- генерал-лейтенант Еріх Ройтер (нім. Erich Reuter) (26 серпня 1944 — березень 1945).

## Нагороджені дивізії
Нагороджені Сертифікатом Пошани Головнокомандувача Сухопутних військ для військових формувань Вермахту
- 16 травня 1942 — 8-ма рота 97-го піхотного полку за бойові заслуги 31 грудня 1941 (125);
- 16 травня 1942 — 8-ма рота 97-го піхотного полку за бойові заслуги 1 лютого 1942 (121);
- 16 травня 1942 — 3-й батальйон 42-го піхотного полку (122)
- 16 травня 1942 — штаб 3-го батальйону 42-го піхотного полку (123)
- 24 вересня 1942 — 4-й дивізіон 114-го артилерійського полку (229)

Нагороджені дивізії
|  | Кавалери Нагрудного знаку ближнього бою в золоті                                                           | 1 |
|  | Кавалери Золотого Німецького Хреста                                                                        | 130 |
|  | Кавалери Срібного Німецького Хреста                                                                        | 2 Майор Йозеф Чех (28 лютого 1944) |
|  | Кавалери Лицарського хреста Залізного хреста з Дубовим листям                                              | 3 (№ 135 оберстлейтенант Людвіг Кіршнер — 28.10.1942 № 136 гауптман Конрад Гупфер — 28.10.1942 № 710 генерал-майор Еріх Ройтер — 21.01.1945) |
|  | Кавалери Лицарського хреста Залізного хреста                                                               | 33 |
|  | Кавалери Почесної відзнаки сухопутних військ «Почесна застібка на орденську стрічку для Сухопутних військ» | 36 |
|  | Кавалери ордену Михая Хороброго ІІІ ступеня (Румунія)                                                      | 2 |

- Нагороджені Сертифікатом Пошани Головнокомандувача Сухопутних військ (15)